# Liste der Baudenkmale in Höhbeck
In der Liste der Baudenkmale in Höhbeck  sind alle Baudenkmale der niedersächsischen Gemeinde Höhbeck  aufgelistet. Die Quelle der  Baudenkmale ist der Denkmalatlas Niedersachsen. Der Stand der Liste ist der 9. Oktober 2021.

## Allgemein
In den Spalten befinden sich folgende Informationen:
- Lage: die Adresse des Baudenkmales und die geographischen Koordinaten. Kartenansicht, um Koordinaten zu setzen. In der Kartenansicht sind Baudenkmale ohne Koordinaten mit einem roten Marker dargestellt und können in der Karte gesetzt werden. Baudenkmale ohne Bild sind mit einem blauen Marker gekennzeichnet, Baudenkmale mit Bild mit einem grünen Marker.
- Bezeichnung: Bezeichnung des Baudenkmales
- Beschreibung: die Beschreibung des Baudenkmales. Unter § 3 Abs. 2 NDSchG werden Einzeldenkmale und unter § 3 Abs. 3 NDSchG Gruppen baulicher Anlagen und deren Bestandteile ausgewiesen.
- ID: die Objekt-ID des Baudenkmales
- Bild: ein Bild des Baudenkmales, ggf. zusätzlich mit einem Link zu weiteren Fotos des Baudenkmals im Medienarchiv Wikimedia Commons. Wenn man auf das Kamerasymbol klickt, können Fotos zu Baudenkmalen aus dieser Liste hochgeladen werden:

## Höhbeck

### Ehemalige Einzeldenkmale in Höhbeck
| Lage                        | Bezeichnung         | Beschreibung    | ID | Bild           |
| --------------------------- | ------------------- | --------------- | -- | -------------- |
| 53° 4′ 21″ N, 11° 25′ 23″ O | Fränkisches Kastell | Vietzer Schanze |    | Weitere Bilder |

## Pevestorf

### Einzeldenkmale in Pevestorf
| Lage                                      | Bezeichnung | Beschreibung | ID       | Bild |
| ----------------------------------------- | ----------- | --- | -------- | ---- |
| Fährstraße 36 53° 3′ 46″ N, 11° 27′ 27″ O | Wohnhaus    | Eingeschossiger Backsteinbau mit ausgebautem Dachgeschoss unter hohem Mansardwalmdach in Schieferdeckung; symmetrische, straßenseitige Schaufassade mit Putzdekor und zweigeschossigem Mittelrisalit. Errichtet Anfang des 20. Jahrhunderts. | 30852107 |      |

## Restorf

### Gruppe baulicher Anlagen in Restorf
| Lage                                         | Bezeichnung | Beschreibung | ID       | Bild |
| -------------------------------------------- | ----------- | --- | -------- | ---- |
| Schmiedestraße 5 53° 2′ 32″ N, 11° 26′ 42″ O | Hofanlage   | Das Wohn-/Wirtschaftsgebäude, datiert auf 1816, ist das älteste der drei Gebäude. Ehemalige Hofanlage Restorf Nr. 14. | 30826970 | BW   |

### Einzeldenkmale in Restorf
| Lage                                         | Bezeichnung               | Beschreibung | ID       | Bild |
| -------------------------------------------- | ------------------------- | --- | -------- | ---- |
| Kirchstraße 53° 2′ 33″ N, 11° 26′ 48″ O      | St.-Johannis-Kirche       | Kleiner Saalbau in Backstein auf hohem Feldsteinsockel unter Satteldach in Hohlpfannendeckung; Vollwalm im Osten; quadratischer Westturm in Fachwerk mit Backsteinausfachung und unter Pyramidendach in Hohlpfannendeckung. Schiff errichtet 1740; Turm erbaut 1847. | 30852016 |      |
| Deichstraße 6 53° 2′ 28″ N, 11° 26′ 39″ O    | Wohnhaus                  | Eingeschossiger massiver Backsteinbau unter Satteldach in Falzziegeldeckung; straßenseitig symmetrische Schaufassade mit Putzdekor und zweigeschossigem Mittelrisalit. Errichtet 1900 (i).Ehemals Restorf Nr. 11.                                                    | 30852053 | BW   |
| Deichstraße 9 53° 2′ 25″ N, 11° 26′ 37″ O    | Wohn-/ Wirtschaftsgebäude | Kleines Zweiständerhaus in Fachwerk mit Backsteinausfachung und unter Satteldach in Reetdeckung. Errichtet 1802 (i).Ehemals Restorf Nr. 6. | 30852089 |      |
| Deichstraße 12 53° 2′ 26″ N, 11° 26′ 36″ O   | Wohn-/ Wirtschaftsgebäude | Langgestrecktes Zweiständerhaus in Fachwerk mit Backsteinausfachung und unter Halbwalmdach in Reetdeckung; vollständig zu Wohnzwecken ausgebaut. Errichtet 1723 (i).Ehemals Restorf Nr. 8.                                                                           | 30852071 |      |
| Schmiedestraße 5 53° 2′ 31″ N, 11° 26′ 42″ O | Wohn-/ Wirtschaftsgebäude | Vierständerhaus in Fachwerk mit Backsteinausfachung; unter Satteldach. Errichtet 1816 (i).Ehemalige Hofstelle Nr. 14. | 30852034 |      |
| Schmiedestraße 5 53° 2′ 32″ N, 11° 26′ 41″ O | Scheune                   | Fachwerkbau unter Satteldach. Errichtet in der ersten Hälfte des 19. Jahrhunderts. | 35776615 |      |
| Schmiedestraße 5 53° 2′ 32″ N, 11° 26′ 42″ O | Stall                     | Ein- und zweigeschossiger Massivbau unter Satteldach. Errichtet Ende des 19. Jahrhunderts. | 35776636 | BW   |

## Vietze

### Einzeldenkmale in Vietze
| Lage                                         | Bezeichnung               | Beschreibung | ID       | Bild |
| -------------------------------------------- | ------------------------- | --- | -------- | ---- |
| Bergstraße 34 53° 4′ 10″ N, 11° 24′ 35″ O    | Doppelhaushälfte          | Westliche Hälfte eines Doppelwohnhauses mit gemeinsamer Diele in der Mitte; eingeschossiger Fachwerkbau mit Backsteinausfachung, unter Satteldach in Reetdeckung. Errichtet in der zweiten Hälfte des 19. Jahrhunderts. | 30851998 |      |
| Bergstraße 34 A 53° 4′ 10″ N, 11° 24′ 36″ O  | Doppelhaushälfte          | Östliche Hälfte eines Doppelwohnhauses mit gemeinsamer Diele in der Mitte; eingeschossiger Fachwerkbau mit Backsteinausfachung unter Satteldach in Reetdeckung. Errichtet in der zweiten Hälfte des 19. Jahrhunderts. | 30851980 |      |
| Am Elbufer 53° 4′ 17″ N, 11° 24′ 33″ O       | Ehrenmal                  | Kleiner Gebäudekubus aus Feldsteinen, auf allen Seiten je zwei Strebepfeiler, nach Westen eine zweiflügelige Tür, darüber die Inschrift "Unseren tapferen Söhnen". Gedenkstätte für die Vietzer Opfer der beiden Weltkriege in expressionistischen Formen, 1921 vom Kunstmaler und Grafiker Adolf Schlawing (1888-1957) entworfen; die hölzernen Tafeln mit den Namen der 11 Opfer des Ersten und der 23 Opfer des Zweiten Weltkriegs wurden vom ortsansässigen Tischlermeister Heinz Angelis geschnitzt. | 30851962 |      |
| Kapellenstraße 9 53° 4′ 9″ N, 11° 24′ 6″ O   | Wohn-/ Wirtschaftsgebäude | Fachwerkgebäude mit Querdiele unter Krüppelwalmdach mit Biberschwanzdeckung. Errichtet in der zweiten Hälfte des 19. Jahrhunderts. | 30851926 |      |
| Kapellenstraße 11 53° 4′ 7″ N, 11° 24′ 5″ O  | Wohn-/ Wirtschaftsgebäude | Querdielenhaus in Fachwerk mit Backsteinausfachung und unter Halbwalmdach in Zementfalzstein- und Hohlpfannendeckung. Errichtet wohl 1867. | 30851944 |      |
| Kapellenstraße 14 53° 4′ 10″ N, 11° 24′ 7″ O | Wohnhaus                  | Eingeschossiger Fachwerkbau mit Backsteinausfachung, unter Halbwalmdach. Errichtet wohl 1860. | 30851908 |      |
| Kapellenstraße 24 53° 4′ 8″ N, 11° 24′ 3″ O  | Doppelwohnhaus            | Zweigeschossiges Doppelwohnhaus in Fachwerk mit Backsteinausfachung und unter Satteldach in Schieferdeckung; mittige Querdiele. Errichtet 1867 (i). | 30851890 |      |
| Kapellenstraße 53° 3′ 57″ N, 11° 24′ 0″ O    | Kapelle                   | Schlichter, kleiner Saalbau in Feldsteinmauerwerk und unter Krüppelwalmdach in Hohlpfannendeckung. Errichtet im 13. Jahrhundert. | 30851872 |      |

### Ehemalige Einzeldenkmale in Vietze
| Lage                                         | Bezeichnung               | Beschreibung | ID | Bild |
| -------------------------------------------- | ------------------------- | ------------ | -- | ---- |
| Kapellenstraße 12 53° 4′ 11″ N, 11° 24′ 8″ O | Wohn-/ Wirtschaftsgebäude |              |    |      |